# ちぃたん☆
ちぃたん☆は、ゆるキャラ、及びそのモチーフとなった同名のコツメカワウソの名前。

## 来歴
2018年1月22日、個人が飼っているコツメカワウソが高知県須崎市の観光大使に就任。
※2019年の各種騒動については、副節#騒動にて詳述。

## モデルとなったコツメカワウソ
2017年4月に出生。8月には飼い主がTwitterに投稿した動画が「かわいい」とSNSで話題となる。2018年1月には須崎市の観光大使に就任。

### 出演
- カワウソちぃたん☆が行くホントの日本（2017年8月8日 - 2023年5月30日、チバテレ） - 月野もあが声優を担当

### 書籍
- カワウソちぃたん（2018年1月19日、宝島社）ISBN 978-4-8002-7975-0

### 配信限定シングル
| 発売日        | タイトル          | 備考 |
| ------------- | ----------------- | --- |
| 2018年8月15日 | ちぃたん☆の気持ち | 「ちぃたん☆らぶ」名義 作曲：風弥～Kazami～(DaizyStripper)、歌：みのり(まなみのりさ) 日音よりリリース 東日本大震災チャリティソング |

## マスコットキャラクター
同名のペットをモチーフとしたゆるキャラ。秋葉原出身で、秋葉原観光推進協会の公式キャラクター。YouTuberとしても活動しているほか、2018年10月からは『Popteen』のモデルも務めている。
しんじょう君のデザイナーである端広こうがデザインした。カワウソの妖精という設定で、年齢は永遠の0歳。頭の帽子はカメちゃんというキャラクターである。
ペットが須崎市の観光大使に任命されると、同一の存在として観光大使を名乗るようになる。ただし、市はこれを明確には認めておらず、「自称」観光大使であったとしている。
ゆるキャラとは思えないダイナミックな動きをした動画はTwitterを中心に話題となった。中でも「倒れない棒と遊ぶちぃたん☆」の動画はTwitterトレンド大賞2018にて「Most Retweeted Tweet 個人の部」を受賞した。
2018年10月からクリーブラッツの関連会社キャランドゥが運営し、クリーブラッツはキャラクター作りの委託を受けているという関係にある。

## メディア出演

### テレビ番組
- S-PARK「ちぃたん☆チャレンジ〜ROAD TO 2020〜」コーナー（2018年10月21日 - 、フジテレビ） - 月野もあが声優を担当
- ちぃたん☆と手越祐也のホンキでいきます(仮)（2023年4月 - 、テレビ埼玉、毎週金曜日）

### テレビドラマ
- 私のおじさん〜WATAOJI〜 第5話（2019年2月15日、テレビ朝日）

### CM
- エースコック「スーパーカップMAX」『転校生「笑福亭鶴瓶」編』、『ウェブコマーシャル100の衝撃編』（2018年）[12]
- P&Gジャパン「アリエール 除菌プラス」『浸透除菌篇』（2024年8月 - ）[13]

## 騒動
2018年1月22日、須崎市がペットのちぃたん☆を観光大使に任命。当初大使として任命していたのはカワウソだけだったが、同名のゆるキャラも観光大使を名乗るようになる。市は「須崎のPRにつながるなら」と黙認していたが、ゆるキャラが過激な動画をアップロードすることで須崎市に「危ない」などとクレームが殺到するようになった。
2019年1月17日には市が運営元であるクリーブラッツにゆるキャラの活動停止を求めるが、クリーブラッツ側はこれに応じなかった。これを受け、同月17日には市が、（ゆるキャラではない）ペットのちぃたん☆を観光大使から解任した。
同年2月6日、須崎市は「ゆるキャラであるちぃたん☆の見た目が同市のマスコットキャラクター「しんじょう君」に酷似しており、著作権を侵害している」として、商標登録を申請したクリーブラッツへ活動停止を求めていることを発表した。
同年2月15日、テレビ東京は同月1日に発表していたテレビアニメ『妖精ちぃたん☆』の放送を見合わせるとリリースした。
同年9月20日、須崎市がちぃたん☆を管理する芸能事務所に着ぐるみなどの使用停止を求めた仮処分申請について、東京地裁は、須崎市側の主張する「権利を侵害するもの」ではないとして、却下する決定を出した。同年10月に須崎市は即時抗告を行うも、東京地裁はそれを却下した。
2021年7月、クリーブラッツは著作権侵害との指摘により損害を被ったとして4324万円の損害賠償を求めて須崎市を提訴。一方の須崎市は、2023年3月にキャラクターの使用差し止めと2695万円の支払いを求めて反訴した。
2025年2月7日、東京地裁は、「市の担当者がちぃたん☆の着ぐるみのデザイン案を事前に受け取り、許可は必要ない旨のメールを送っており、黙示的に使用を許諾した」として、須崎市の請求を棄却する判決を言い渡した。また、クリーブラッツが提起した訴訟については名誉毀損の成立を認め、須崎市に対して約780万円の賠償を命じる判決を言い渡した。

## 配信限定シングル
| 発売日         | タイトル                           | レーベル     | ボーカル   |
| -------------- | ---------------------------------- | ------------ | ---------- |
| 2021年7月28日  | 生きていることだけで、おおむね成功 | Fairy Record | 荒井麻珠   |
| 2021年7月29日  | わかってよ。                       | Fairy Record | なゆごろう |
| 2021年11月21日 | 我儘でごめんね。                   | Fairy Record | SACHIKO    |

### カワウソ関連
- ちぃたん☆【公式】 (@chiitan7407) - X（旧Twitter）
- Otter Baby カワウソちぃたん (@love2otter) - Instagram
- コツメカワウソちぃたん☆ Otter World - YouTubeチャンネル
- こつめかわうそちぃたん☆オフィシャルブログ「カワウソのちぃたん☆成長記録」 - Ameba Blog

### ゆるキャラ関連
- カワウソちぃたん☆OFFICIAL WEB SITE
- ちぃたん☆ (@chiitan7407) - X（旧Twitter）
- Chiitan 妖精ちぃたん - YouTubeチャンネル
- Chiitan：ちぃたん☆ (@chiitan7407) - Instagram
- Chiitan: Last Week Tonight with John Oliver (HBO) - YouTube
- ちぃたん☆/Chiitan (@love2chiitan) - TikTok